# 정문 (고려)
정문(鄭文, 미상~1106년 1월 9일(음력 1105년 12월 3일))은 고려 중기의 문신이다. 초계(草溪)의 시조인 중추사(中樞使)·예부상서(禮部尙書)를 지낸 정배걸(鄭倍傑)의 아들이다. 자는 의덕(懿德)이며 시호는 정간(貞簡)이다.

## 생애[2]
1051년(문종 5) 아버지 정배걸(鄭倍傑)과 어머니인 최씨(崔氏) 사이에서 유복자로 태어났다. 나이 겨우 15~16세에 벌써 숙성하여 의젓한 사람 같았으며, 문종(文宗) 때에 국자감시(國子監試)에 응시해 〈군위민천부〉(君爲民天賦)를 지었는데, 
| “ | 만물이 시들어진다면 나는 비와 이슬 같은 은혜를 베풀 것이요, 풍속이 흉완해진다면 나는 천둥과 벼락같은 노여움을 내리리라. | ” |

 라는 구절을 본 왕이 이를 칭찬하여 감탄을 금치 못했다.
문과에 급제하여 국원공의 녹사가 되고 국원공이 宣宗(선종)으로 즉위하자, 直翰林院(직한림원) 겸 四門助敎(사문조교)로 발탁되었다. 곧이어 右拾遺(우습유)로 전임되었으나 臺諫(대간)이 정문의 외조부가 處仁部曲(처인부곡) 출신이므로 諫官(간관)이 될 수 없다고 논박하여 殿中內給事(전중내급사)·知制誥(지제고)로 고쳐 임명되었다.
그 뒤 知開城府事(지개성부사)로 나갔다가 다시 조정에 들어와서 刑部員外郞(형부원외랑)이 되었다. 숙종 9년(1104년) 2월 翰林學士(한림학사)로서 知貢擧(지공거)가 되어 24명의 진사를 선발하였고 같은 해 7월 秘書監(비서감)으로서 중추원사 崔弘嗣(최홍사)와 함께 사은사로 송나라를 방문하였다. 
그곳에서 받은 金帛(금백)을 종자들에게 고루 나누어 주고 남은 것으로는 서적만을 사오니 송나라 사람들이 그 청렴함에 감탄하였다. 숙종 11년(1106년) 刑部尙書(형부상서), 政堂文學(정당문학) 겸 太子賓客(태자빈객)이 되고 예종 즉위 후 檢校司空(검교사공), 禮部尙書(예부상서)가 더해졌다. 같은 해 12월에 조정에서 근무하던 중 갑자기 병이 나서 들것에 실려 집으로 돌아갔는데 왕이 內醫(내의)를 보내어 진찰하게 하였으나 병이 위중해 지자 特進(특진) 左僕射(좌복야) 參知政事(참지정사)를 내렸다. 아들은 鄭復公(정복공)·鄭復卿(정복경)·鄭復儒(정복유)이다.

## 상훈과 추모
〈정복경 묘지명〉에 따르면 사후에 정간(貞簡)이라는 시호를 받았다고 한다.

## 가족관계
- 아버지: 정배걸(鄭倍傑)
- 어머니: 최씨(崔氏)
- 장인: 김의선(金義先) 호부시랑. 태자태보(太子太保) 추증.
  - 아들 : 정복공(鄭復公) 태중대부, 형부원외랑을 지냈다.
  - 아들 : 정복경(鄭復卿) 합문지후, 호부원외랑, 예부원외랑, 시군기소감(試軍器少監)을 지냈다.
  - 아들 : 정복유(鄭復儒)
  - 딸: 평상군부인 정씨(鄭氏)

## 같이 보기
- 정배걸
- 홍문공도
- 좌복야
- 정복경